# Дмитриев, Андрей Дмитриевич
Андрей Дмитриевич Дмитриев — бригадир цеха по ремонту дизельных двигателей Майинского объединения «Сельхозтехника», полный кавалер ордена Трудовой славы.

## Биография
Родился в 1945 году в с. Ходоро Мегино-Кангаласского района.
После окончания Майинской средней школы (1962) и Олекминского сельскохозяйственного техникума по специальности «Техник- механик» (1965) работал в Майинском районном объединении «Сельхозтехника».
Бригадир слесарей цеха по ремонту дизельных двигателей. Бригада постоянно выполняла и перевыполняла задания, а рационализаторские предложения рабочих цеха помогали улучшать производственные показатели объединения и добиваться больших успехов.
За многолетний добросовестный труд в 1975 году награждается орденом Трудовой славы III степени, через несколько лет II степени, в 1990 году становится полным кавалером ордена Трудовой славы.
Почетный гражданин Мегино-Кангаласского улуса.
Умер в селе Майя в 2009 году.